# Человек, который смеётся (фильм, 2012)
Человек, который смеётся (фр. L'homme qui rit) — французский драматический фильм 2012 года Жан-Пьера Амери по одноимённому роману Виктора Гюго, опубликованному в 1869 году. Фильм был представлен во внеконкурсной программе 69-го Венецианского кинофестиваля в 2012 году.

## Сюжет
Фильм является адаптацией одноимённого романа Виктора Гюго, в котором рассказывается о Гуинплене, прозванном «человеком, который смеётся» из-за его шрамов на лице.

## В ролях
- Жерар Депардьё — Урсус
- Марк-Андре Грондин — Гуинплен
- Эммануэль Сенье — герцогиня Джозиана
- Криста Тере — Дея
- Арбен Байрактарай — Хардкванон
- Серж Мерлен — Баркильфедро
- Кристель Туаль — Клеманс
- Сванн Арло — Сильвен

## История создания
Когда Жан-Пьеру Амери было всего десять лет, он увидел по телевизору фильм «Человек, который смеётся» Жана Кершброна 1971 года, а позже, прочитав одноимённый роман, он влюбился в персонажа Гуинплена и «эту великую историю любви между мужчиной со шрамом и молодой слепой женщиной». Затем режиссёр совместно с Гийомом Лораном пишет сценарий на основе книги. Съёмки проходили с января по февраль 2012 года на киностудии «Баррандов» в Праге, Чешская Республика.
Первые кадры фильма были обнародованы в начале мая 2012 года.

## Восприятие
Несмотря на большой бюджет, фильм посмотрели всего 143 983 человек во французских кинотеатрах. Во всем мире было продано около 250 000 билетов, благодаря хорошим результатам за рубежом, в частности в Южной Корее, где фильм имел большой успех.
Фильм был показан во внеконкурсной программе 69-го Венецианского кинофестиваля в 2012 году. 16 октября 2012 года фильм получил приз Клода Шаброля на кинофестивале в Круазике.
Нил Янг из The Hollywood Reporter дал фильму положительную рецензию, написав: «Совершенно старомодная, но в конечном итоге трогательная литературная адаптация имеет много особенностей, чтобы говорить о долгосрочном коммерческом успехе».